# Дифениловый эфир
Дифениловый эфир (дифенилоксид) — химическое вещество, относящееся к ароматическим простым эфирам.

## Свойства
Дифениловый эфир представляет собой бесцветное кристаллическое вещество с запахом герани. Практически нерастворим в воде, но растворяется в ряде органических растворителей (ледяная уксусная кислота, бензол, этанол).

## Получение и применение
Дифениловый эфир получают как целенаправленно взаимодействием хлорбензола и фенолята натрия, так и как побочный продукт гидролиза хлорбензола в процессе синтеза фенола:
- {\displaystyle {\mathsf {C_{6}H_{5}ONa+C_{6}H_{5}Cl\rightarrow C_{6}H_{5}OC_{6}H_{5}+NaCl}}}
- {\displaystyle {\mathsf {2C_{6}H_{5}Cl+2NaOH\rightarrow C_{6}H_{5}OC_{6}H_{5}+2NaCl+H_{2}O}}}

Обладает высокой термической и химической стабильностью, вследствие чего используется в качестве высокотемпературного теплоносителя как компонент даутерма А (с дифенилом) и даутерма B (с нафталином). Также применяется как душистое вещество в производстве моющих средств и мыла.